# Daeshon Hall
Daeshon Hall (Seattle, 14 giugno 1995) è un giocatore di football americano statunitense che milita nel ruolo di defensive end per i Philadelphia Eagles della National Football League  (NFL).

## Biografia

### Carriera professionistica
Hall al college giocò a football con i Texas A&M Aggies dal 2013 al 2016. Fu scelto dai Carolina Panthers nel corso del terzo giro (77º assoluto) del Draft NFL 2017. Debuttò come professionista subentrando nella gara del primo turno vinta contro i San Francisco 49ers per 23-3. Il 6 ottobre 2017 fu inserito in lista infortunati 